# 伊奈忠勝
伊奈 忠勝（いな ただかつ）は、武蔵小室藩の第3代（最後）の藩主。
第2代藩主・伊奈忠政の長男。早くから7歳年上の徳川家光に近侍として仕えた。元和4年（1618年）、父の死去により数え8歳で跡を継いだが、翌年8月16日に江戸において9歳で早世した。嗣子がいるはずもなく、小室藩は無嗣改易となった。
ただし弟の忠隆に1186石の所領が与えられ、宗英、貞長、忠義、忠豊、忠賢、忠孚、忠寛、忠昶と旗本として続き、明治維新に至る。
なお、関東代官職は父の弟伊奈忠治の家系が代々継嗣した。